# Veneno (canção)
"Veneno"  é uma canção da artista musical brasileira Anitta. Foi lançada em 9 de novembro de 2018 pela Warner Music, como primeiro single de seu EP Solo (2018). Com "Veneno", Anitta emplacou seu terceiro número um no Spotify Brasil com uma música totalmente em espanhol.

## Antecedentes
No dia 20 de junho de 2018, aproveitando o lançamento de uma nova ferramenta da rede social Instagram, Anitta aproveitou para iniciar a divulgação de seu próximo single. Em um formato de reality show, a cada semana era lançado um novo vídeo no IGTV fazendo com que os fãs acompanhassem de perto o processo de escolha do próximo single.
As candidatas eram "Medicina" ou "Veneno" culminando na vitória e consequente lançamento da primeira. Os vídeos abordavam todo o processo por trás do lançamento de uma música como estratégias de marketing, ideias para a gravação do vídeo musical, entrevista com os compositores e produtores da faixa. Além de todo o seu time internacional contando com a Warner Music, Rodamoinho e Shots, também houve aparições de várias personalidades como Alesso, Lele Pons e Rudy Mancuso.
Através de suas redes sociais, Anitta adiou o lançamento de "Veneno" de setembro, para uma data indefinida. Em 1° de novembro, divulgou que o EP com "Veneno" seria lançado em 9 de novembro de 2018.

## Divulgação
Em 17 de fevereiro de 2019, Anitta performou a canção no Domingão do Faustão. A cantora apresentou a canção nos Premios Lo Nuestro 2019 junto com Prince Royce em 21 de fevereiro. Em 21 de março, apresentou a canção no Premio Tu Musica Urbano 2019 em Porto Rico.

## Lista de faixas
| Download digital |          |         |  |
| N.º              | Título   | Duração |  |
| 1.               | "Veneno" | 2:38    |  |

## Desempenho nas tabelas musicais
| País — Tabela musical (2018)       | Posição de pico |
| ---------------------------------- | --------------- |
| Argentina (Argentina Hot 100)      | 96              |
| Brasil Streaming Chart(Pro-Música) | 12              |
| Brasil (National-Report)           | 24              |
| Colômbia (Monitor Latino)          | 15              |
| México (Billboard Espanol Airplay) | 18              |
| Portugal (AFP)                     | 19              |
| Portugal (Billboard Digital Songs) | 3               |

## Vendas e certificações
| Região                                                        | Certificação | Vendas  |
| ------------------------------------------------------------- | ------------ | ------- |
| Estados Unidos (RIAA)                                         | Ouro         | 30,000‡ |
| ‡vendas+valores de streaming baseados somente na certificação |              |         |